# ساشی‌می

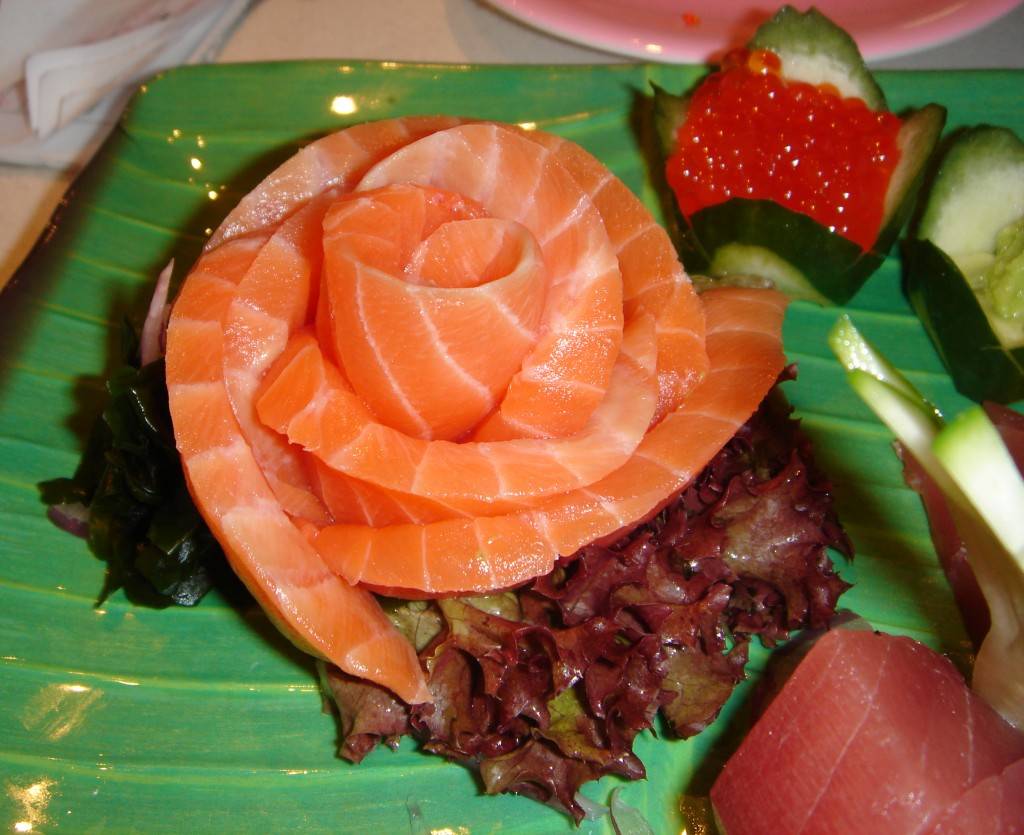
ساشیمی سالمون به شکل رز

ساشی‌می (به ژاپنی: 刺身) یک نوع غذای ژاپنی است که بیشتر از خوراک دریایی خام که به صورت ورقه‌های باریک بریده شده‌است، تشکیل می‌شود. ساشیمی اغلب با سس سویا یا واسابی خورده می‌شود.